# (297005) Ellirichter
(297005) Ellirichter est un astéroïde de la ceinture principale.

## Description
(297005) Ellirichter est un astéroïde de la ceinture principale. Il fut découvert le 22 mars 2010 à l'observatoire du Teide (télescope OGS de l'Agence spatiale européenne) par ESA OGS. Il présente une orbite caractérisée par un demi-grand axe de 2,29 UA, une excentricité de 0,17 et une inclinaison de 2,3° par rapport à l'écliptique.

## Compléments